# Latif Barzandschi

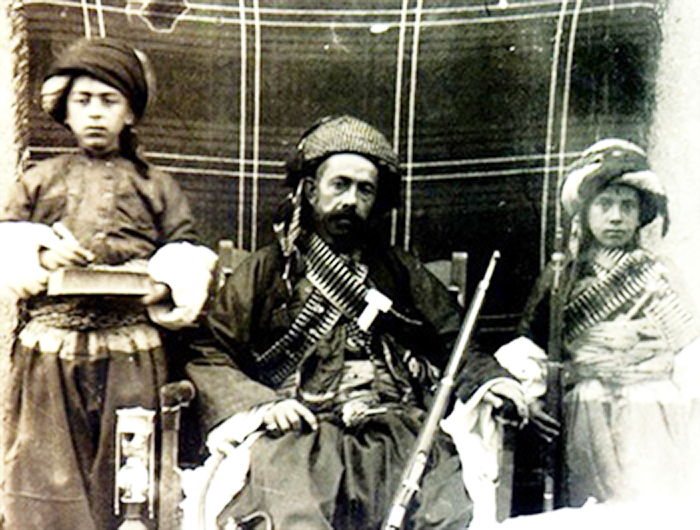
Mahmud Barzandschi mit Sohn

Scheich Latif Hafid al-Barzandschi (* nach 1915 in Barzinjah, Sandschak as-Sulaimaniya, damals Osmanisches Reich; † 1972 im Irak), gelegentlich auch als Barzanji, Barzinji oder Barzinja transkribiert, war ein kurdischer Politiker im Irak. Er war der jüngste der drei Söhne des Scheichs Mahmud Barzandschi (Mehmûd Berzincî).

Sein Vater Mahmud hatte zwischen 1919 und 1941 in der nordirakischen Provinz Sulaimaniya mehrere erfolglose Aufstände gegen die britische Kolonialmacht angeführt und war schließlich nach Bagdad verbannt worden. In Berichten von 1939 vermuteten die Briten, dass Latif in die Fußstapfen seines Vaters treten werde, sobald sich ihm die Gelegenheit dazu biete:

„Latif is the pet of his father, and will follow closely in his footsteps, if he has the chance to do so.“

 Anders als sein Vater unterstützte Latif 1943 den ersten Aufstand Mustafa Barzanis und wurde 1946 Gründungsmitglied in Barzanis Kurdischer Demokratischer Partei (KDP). Während Barzanis Abwesenheit im sowjetischen Exil fungierte Latif im Irak ab 1946 zunächst als einer der beiden Vizepräsidenten der KDP faktisch aber wurde die Partei von linken Funktionären um Ibrahim Ahmed geführt.
Die teilweise noch feudalen Verhältnisse auf dem umfangreichen Großgrundbesitz der Barzandschis erregten derweil den Unmut kurdischer Kommunisten, und einige linke KDP-Mitglieder liefen zu den Kommunisten über. Latif, der während des irakischen Aufstands von 1947/48 noch von den Kommunisten attackiert worden war, trat unmittelbar nach der Revolution von 1958 der Irakischen Kommunistischen Partei bei – angeblich aber nur, um eine kommunistische Bodenreform abzuwenden. Sein Bruder Baba Ali wurde Minister in der von den Kommunisten gestützten Regierung Abd al-Karim Qasims. Nach Qasims Bruch mit Barzani (Aufstand 1961) bzw. dem Sturz Qasims und der Zerschlagung der Kommunistischen Partei (1963) war Latif wieder für die KDP aktiv.
Latifs Sohn Kawa trennte sich spätestens 1974 schließlich von Barzani und wurde in der von der irakischen Regierung eingerichteten Kurdischen Autonomen Region Mitglied des Legislativrats (Regionalparlament).